# Good Riddance/Kill Your Idols Split EP
Good Riddance/Kill Your Idols Split EP è un EP split della band hardcore punk statunitense Good Riddance e dalla band californiana Kill Your Idols, pubblicato nel 2001 dalla Jade Tree Records.

## Tracce
Good Riddance
Testi di Russ Rankin.
1. Judas and the Morning After Pill – 1:27 (musica: Luke Pabich)
2. Grandstanding from the Cheap Seats – 1:25 (musica: Rankin)
3. Queen and John – 2:07 (musica: Rankin)
4. Strickland vs. Washington – 1:13 (musica: Chuck Platt) – contiene un estratto parlato dal libro War on the Poor di Mumia Abu-Jamal

Kill Your Idols
1. Chesterfield King and Propagandhi – 1:33
2. I Told You So – 2:35
3. Another Great Start to a Miserable Day – 2:53

## Formazione
Good Riddance:
- Russ Rankin – voce
- Luke Pabich – chitarra
- Chuck Platt – basso
- Dave Wagenschutz – batteria

Kill Your Idols:
- Andy West – voce
- Gary Bennett – chitarra
- Brian Meehan – chitarra
- Paul Delaney – basso
- Raeph Glicken – batteria